# Иван Иванович Малый
Иван Иванович Малый (1354 — 23 октября 1364 года) — звенигородский князь (1359—1364).
Младший сын Ивана Красного и его второй жены Александры, брат Дмитрия Донского.
Получил по духовному завещанию отца Ивана Красного в 1356 году «Звенигород со всеми волостми и с мытом, и с селы, и с бортью, и с оброчники и с пошлинами» и более 20 сел и селений. Князь-отрок принимал участие в военных действиях 1362—1363 против Дмитрия Суздальского, оспаривавшего великокняжеский стол у его старшего брата. Летописных сведений об Иване сохранилось очень мало. Умер во время эпидемии чумы 23 октября 1364 года.